# Centro de Formação Profissional da Indústria Electrónica, Energia, Telecomunicações e Tecnologias da Informação
O CINEL - Centro de Formação Profissional da Indústria Electrónica, Energia, Telecomunicações e Tecnologias da Informação é um organismo de abrangência nacional, que tem como missão fornecer ao mercado técnicos de eletrónica e de informática, bem como técnicos especialistas, de acordo com as necessidades das empresas.

## Caraterização e objetivos
O CINEL é um centro de formação profissional protocolar que vem responder à necessidade no mercado de técnicos experientes e competentes nas mais variadas frentes da vanguarda tecnológica.
Sendo a eletrónica uma área de conhecimento em constante mudança, a renovação e refrescamento do nosso tecido técnico nacional tem vindo a ser feita recorrendo à pesquisa constante das mais recentes tecnologias, que rapidamente se têm mostrado fulcrais no desempenho das nossas empresas e indústrias.
O CINEL é um organismo dotado de personalidade jurídica de direito público, sem fins lucrativos, com autonomia e património próprios. De âmbito nacional, o CINEL tem a sua Sede em Lisboa, uma Delegação no Porto.
De salientar que o índice de colocação nas empresas do CINEL é da ordem dos 95%, sendo que muitos dos formandos agarram a via empreendedora, começando o seu próprio negócio.

## História
O CINEL é um organismo criado por protocolo outorgado em 9 de Janeiro de 1985 pelo Instituto do Emprego e Formação Profissional (Portugal)  e a ANIMEE - Associação Portuguesas das Empresas do Sector Eléctrico e Electrónico. Este protocolo, regulamentado pela Portaria nº 361/87 de 30 de Abril, promulgada pelo Ministro do Trabalho e Segurança Social, então responsável pela tutela do IEFP, está submetido ao regime do Decreto-Lei nª 165/85, de 16 de Maio e constitui a pedra basilar do CINEL. Pela Portaria N.º 157/2011 publicada no D.R. 1.ª Série, N.º 73 de 13 Abril de 2011 foi homologada adesão da Associação para a Competitividade e Internacionalização Empresarial (ACIE) ao CINEL.

## Modalidades de formação
- Cursos de Aprendizagem nível 4 - formação em contexto de trabalho logo a partir do 1º ano.

Técnico/a de Electrónica Médica
Técnico/a de Electrónica, Automação e Comando
Técnico/a de Eletrónica, Automação e Computadores
Técnico/a de Multimédia
- Cursos Cursos de Educação e Formação de Adultos - nível 4

Técnico/a de Eletrónica, Automação e Comando
Técnico/a de Eletrónica, Automação e Computadores
Técnico/a de Eletrónica Médica
Técnico/a de Informática - Sistemas
Técnico/a de Informática - Instalação e Gestão de Redes
Técnico/a Instalador de Sistemas Solares Fotovoltaicos
Técnico/a de Multimédia
- Cursos de Especialização Tecnológica - nível 5

Técnico/a Especialista em Automação, Robótica e Controlo industrial
Técnico/a Especialista em Gestão Redes e Sistemas Informáticos
Técnico/a Especialista em Desenvolvimento de Produtos Multimédia
Técnico/a Especialista em Tecnologias e Programação de sistemas de Informação
Técnico/a Especialista em Telecomunicações e Redes
- Vida Ativa

Informática na ótica do utilizador
Multimédia
Instalação e Gestão de Redes - Introdução
Hardware de Computadores
Operador/a Eletricista Nível 2
- Formações Modulares Certificadas

Domótica
Microssoldadura
Automação
ITED/ITUR
Fibra Ótica
Robótica
Pneumática
Multimédia
Programação
- Formação Especializada à medida:

KNX - Training Centre
IPC 610 A / 7711-7721
Academia CISCO

Samsung Tech Institute